# سه ناقلا در ژاپن
سه ناقلا در ژاپن فیلمی به کارگردانی و نویسندگی محمد متوسلانی محصول سال ۱۳۴۵ است.

## خلاصه داستان
یک قاچاقچی بین‌المللی با لباس شیوخ عرب سه جوان آس و پاس به نام‌های منصور و نادر و امیر را اجیر می‌کند و به ژاپن می‌برد تا برلیان‌های سرقت شده از یک معبد را به ایران بیاورد..

## بازیگران
- منصور سپهرنیا
- گرشا رئوفی
- محمد متوسلانی
- اکبر خواجوی
- میچیکو کوزوکا
- نامی کودو
- چیزو کوما تروشیما
- توکو رامیتو
- موری هونجو
- مانجیرو هاکی
- تاکنوری شیزوکا